# 弗拉季斯拉夫·苏尔科夫
弗拉季斯拉夫·尤里耶维奇·苏尔科夫（羅馬化：Vladislav Yur'yevich Surkov；1964年9月21日—），俄罗斯商人和政治家。1999年-2011年任总统办公厅副主任/第一副主任，期间被认为是克里姆林宫的主要思想家及意识形态掌控者，同时对总统竞选工作有重要贡献。苏尔科夫被视为俄罗斯现行政治体系的主要设计者，该体系通常被描述为“可控民主”或“主权民主”。2011年12月28日-2013年5月8日，任俄罗斯联邦副总理，主管现代化工作。2013年5月8日宣布自愿辞职，同年9月20日接受任命，成为总统助理，负责监管俄罗斯与阿布哈兹及南奥塞梯的经济合作工作。

## 生平

### 早年及教育经历
苏尔科夫1964年9月21日出生于车臣村庄Duba-yurt（ ，苏联車臣-印古什蘇維埃社會主義自治共和國），母亲佐娅·安东诺夫娜·苏尔科娃（ ，出生于1935年）和父亲安达尔别克（尤里）·丹尼尔别科维奇·杜达耶夫（Андарбек (Юрий) Данилбекович Дудаев，出生于1942年）都是村中教师，出生时使用的名字是阿斯兰别克·安达尔别科维奇·杜达耶夫（Асланбек Андарбекович Дудаев）。苏尔科夫的母亲为俄罗斯族（另一说为俄罗斯族与犹太族混血），父亲为车臣人。1969年二人离异后，佐娅·苏尔科娃带着孩子离开车臣返回梁赞州的斯科平镇，将儿子的名字正式改为弗拉季斯拉夫·尤里耶维奇·苏尔科夫。
佐娅·苏尔科娃在七十年代初再次结婚，与第二任丈夫育有一女。
中学毕业后苏尔科夫于1981年进入莫斯科钢铁合金学院，1983年“因家庭原因”退学，随即参军。根据官方资料，苏尔科夫1983-1985年服役于苏联驻匈牙利炮兵团，但时任俄罗斯国防部长的谢尔盖·伊万诺夫曾与2006年宣称苏尔科夫事实上当时是在GRU系统内工作。苏尔科夫本人对此说法未予回应。1985年苏尔科夫结束兵役回到莫斯科，进入莫斯科文化学院，选择了戏剧导演方向的导演和表演专业，1987年，苏尔科夫再次从莫斯科文化学院退学。
九十年代末，苏尔科夫获得了莫斯科国际大学的经济学硕士学位。

### 商界生涯（1987-1999）
八十年代末，苏尔科夫进入商界。其时苏联当局刚刚解除了对私企的禁令，1987年，他跟随米哈伊尔·霍多尔科夫斯基加入莫斯科伏龙芝区共青团主办的青年科技中心项目，1988年成为该机构市场与广告部门的负责人。
1988年年底，霍多尔科夫斯基领导的梅纳捷普银行正式注册成立，成为苏联第一批私人银行之一。苏尔科夫继续从事银行的公关与广告活动。1991年，苏尔科夫进入银行管理层。
1992年，苏尔科夫成为刚刚成立的俄罗斯广告协会会长，后改任副会长。1996年-1997年，任Rosprom公共关系部主任（霍多尔科夫斯基时任Rosprom总裁）。1997年2月离开梅纳捷普银行，进入米哈伊尔·弗里德曼领导的阿尔法银行，任第一副总裁。后者是其在莫斯科钢铁合金学院时的校友。1998年，进入俄罗斯公共电视台，任公关部主任及副台长。该电视台是鲍里斯·别列佐夫斯基的产业。

### 政治生涯（1999至今）
苏尔科夫长期被称为“灰衣主教”，意指拥有巨大影响力的幕后操控者，因政治分量与影响领域的相似性而常被与米哈伊尔·苏斯洛夫相比。苏尔科夫还被认为是拉姆赞·卡德罗夫在莫斯科的主要盟友。
1999年3月，苏尔科夫作为时任总统办公厅主任亚历山大·沃洛申的助理进入克里姆林宫。1999年8月任总统办公厅副主任。被认为是统一俄罗斯党的创始人之一，后来曾长期担任该党理论家。2000年主持组建青年运动组织“一起走”。2003年提出允许车臣“在俄罗斯联邦体制下实行自治”的可能性。2004年3月起任总统办公厅副主任和总统助理，2004年8月加入Transnefteprodukt（Транснефтепродукт）董事会，同年9月被选为董事会主席。2005年主持组建青年运动组织“纳什”。2006年2月按照时任总理米哈伊尔·弗拉德科夫的要求退出Transnefteprodukt董事会。2008年5月15日，任总统办公厅第一副主任。2010年6月，成为“斯科尔科沃”基金理事会成员。
2011年12月27日，改任俄罗斯联邦政府副总理，调职原因疑与2011年底莫斯科爆发的抗议选举舞弊的大规模游行相关。苏尔科夫在12月20日对媒体称抗议活动是“我们社会中最为积极的部分在显示其存在”，12月28日调职令签署后，苏尔科夫在与媒体的访问中借乔治·丹敦和赫胥黎《美丽新世界》两则典故解释自己的调职：“稳定会吞噬它的孩子”，“对于勇敢的新世界，我过于臭名昭著。”后有媒体称苏尔科夫涉嫌资助反对派成员。
2012年5月21日，在德米特里·梅德韦杰夫新内阁中留任俄罗斯联邦政府副总理兼政府办公厅主任。2013年5月1日，在英国伦敦政治经济学院发表言辞激烈的演说，5月7日的政府工作会议上，苏尔科夫与普京就政府工作任务完成进度问题发生正面冲突，5月8日宣布辞职。
2013年9月20日，任总统助理，负责与阿布哈兹和南奥塞梯的联络工作。
某些非正式来源表明苏尔科夫从2013年9月起负责与乌克兰的关系。2014年3月初，多方消息称苏尔科夫已从乌克兰问题当中退出。
據報導，蘇爾科夫於2022年4月因侵吞了用於烏克蘭頓巴斯分離主義地區的資金而被軟禁。

## 个人生活
结婚两次，前妻尤利娅·彼得洛夫娜·维什涅夫斯卡娅（Юлия Петровна Вишневская）生于1966年（另一说1956年），莫斯科一家木偶博物馆的创始人，现居伦敦。二人婚内无子，苏尔科夫长子阿尔乔姆（Артём）是维什涅夫斯卡娅与前夫所生的孩子，由苏尔科夫抚养长大。
现任妻子娜塔莉亚·杜博维茨卡娅（Наталия Васильевна Дубовицкая），1973年12月15日生人。二人育有二子一女。
曾与俄罗斯摇滚乐队“阿加莎·克里斯蒂”主唱瓦季姆·萨莫伊洛夫共同发行原创专辑“半岛”和“半岛2”。
2009年夏，俄罗斯媒体“Vedomosti”发表文章认为苏尔科夫是稍早发表在“俄罗斯先锋”杂志上的小说“接近零”的真正作者，该文以纳坦·杜博维茨基（Натан Дубовицкий）之名发表（娜塔莉娅·杜博维茨卡娅的男性形式）。而后，维克托·叶罗菲耶夫和瓦西里·雅科缅科分别确认了这一猜测。纳坦·杜博维茨基名下现有《接近零》（Околоноля）、两部长篇小说及数个短篇小说发表。

## 外界评论
苏尔科夫曾被西方世界长期认为是俄罗斯虚假多党制和垂直权力体系的设计师，2010年，美国众议员伊蓮娜·羅絲-雷提南抨击苏尔科夫是限制俄罗斯言论自由、打击反对派政党成员和记者的主要人物。俄罗斯人权活动家及反对派政治家同样长期抨击他非法操纵选举、破坏政治竞争等行为，2010年秋天，鲍里斯·涅姆佐夫曾要求他从俄美公民社会双边委员会的俄方主席职位上辞职，后此事引发美国多位公众人物联名发表致梅德韦杰夫的公开信。
2011年9月，正义事业党主席米哈伊尔·普罗霍罗夫称苏尔科夫为“克里姆林宫内的傀儡师”，同样意指他操纵政党选举与国内政治。
2011年12月，苏尔科夫批准了10日和24日的两次反对第六届杜马选举舞弊行为的大游行，称游行者为“我们社会中最好的部分”，认为对游行者所表达的意见不能贸然否定。就此，诗人德米特里·贝科夫写作了讽刺诗《旱獭在集会现场》（注：苏尔科夫俄语词根意为“旱獭”，此处用以代指苏尔科夫），认为这不过是灰衣主教的另一次花招。然而12月27日苏尔科夫被调离原职，后有媒体称他向反对派杜马议员根纳季和德米特里·古德科夫父子提供资金支持。此后的半年里俄罗斯爆发多起政治镇压案件。
2013年5月苏尔科夫的辞职事件同样被认为与“斯科尔科沃”科技园区项目向反对派政治家伊利亚·波洛马廖夫提供资金支持有直接关联。
米哈伊尔·霍多尔科夫斯基评价苏尔科夫时称他是“真正的天才，对天才我可以原谅任何事。”